# Orel BK-08
Orel BK-08 (rusky Орель БК-08) je jedna z ruských variant počítače Sinclair ZX Spectrum. Klávesnice počítače obsahuje znaky cyrilice. Znaky cyrilice jsou ve znakové sadě kódovány podle kódu KOI7.
S počítačem byly dodávány na kazetě programy tst, MZ80 (monitor strojového kódu) a Reclama.
Pro počítač existuje rozšíření paměti na 1024 KiB kompatibilní s rozšířením Pentagon 1024. a rozšíření paměti na 256 KiB obsahující i hudební čip AY.

## Technické informace
- procesor: UA880A nebo Z80, 3,5 MHz,
- paměť RAM: 64 KiB,
- paměť ROM: 16 KiB, možnost rozšíření na 32 KiB
- joysticky: Sinclair joystick, Kempston joystick.

Počítač umožňuje mít v adresovém prostoru od 0 do 16384 připojenu buď paměť ROM nebo paměť RAM. Pokud je připojena paměť ROM, tato je připojena pouze pro čtení, zápis probíhá do paměti RAM. Díky tomu je možné měnit obsah stínové paměti RAM i z Basicu.
|  | 65535 49152 |     |       |       |
|  | 49151 32768 | RAM |       |       |
|  | 32767 16384 |     |       |       |
|  | 16383 0     | ROM | ROM 1 | RAM S |

Ke stránkování paměti je využit port 127, význam jednotlivých bitů hodnoty odeslané na tento port je následující:
| 7 | 6 | 5 | 4 | 3                                                | 2                                                | 1                         | 0                                  |
|   |   |   |   | hodnoty se ukládají, ale nejsou k ničemu využity | hodnoty se ukládají, ale nejsou k ničemu využity | připojení RAM S místo ROM | připojení alternativní ROM (ROM 1) |

### Klávesnice
Klávesnice počítače obsahuje 67 kláves. Kromě znaků latinky obsahuje i znaky cyrilice. Klávesnice je čtena pomocí portu 254, pro čtení klávesnice jsou využity i bity, které jsou u ZX Spectra nevyužité. Takto je připojeno 56 kláves. Ostatní klávesy jsou čteny jako kombinace základní klávesy a klávesy SHIFT. Počítač obsahuje vestavěné tlačítko NMI.

### Používané porty
Počítač ke svojí činnosti používá 3 porty:
| desítkově | šestnáctkově | význam                                            |
| 31        | 1F           | Kempston joystick                                 |
| 127       | 7F           | stránkování paměti                                |
| 254       | FE           | klávesnice, magnetofon, reproduktor, barva okraje |

Orel BK-08 využívá bity portu 254, které u ZX Spectra nejsou použity, pro čtení některých přídavných kláves. Význam jednotlivých bitů hodnoty odeslané na port 254 a čtené z tohoto portu je následující:
|       | 7          | 6          | 5          | 4           | 3          | 2             | 1             | 0             |
| čtení | klávesnice | magnetofon | klávesnice | klávesnice  | klávesnice | klávesnice    | klávesnice    | klávesnice    |
| zápis |            |            |            | reproduktor | magnetofon | barva borderu | barva borderu | barva borderu |